# 12418 Tongling
12418 Tongling (1995 UX2) là một tiểu hành tinh vành đai chính được phát hiện ngày 23 tháng 10 năm 1995 bởi Chương trình tiểu hành tinh Bắc Kinh Schmidt CCD ở Xinglong.